# Пикеринг (Мисури)
Пикеринг (енгл. Pickering) град је у америчкој савезној држави Мисури.

## Демографија
По попису из 2010. године број становника је 160, што је 6 (3,9%) становника више него 2000. године.
| Група             | 2000.       | 2010.        |
| Белци             | 152 (98,7%) | 160 (100,0%) |
| Афроамериканци    | 0 (0,0%)    | 0 (0,0%)     |
| Азијати           | 0 (0,0%)    | 0 (0,0%)     |
| Хиспаноамериканци | 0 (0,0%)    | 0 (0,0%)     |
| Укупно            | 154         | 160          |